# Britain Radio
Britain Radio was een Britse zeezender. Het station startte met geregelde uitzendingen op 3 mei 1966 vanaf het schip Olga Patricia (later omgedoopt tot Laissez Faire) op een golflengte van 355 meter. Op hetzelfde schip was Radio England gehuisvest. Britain Radio, die in tegenstelling tot Swinging Radio England geen pop-, maar easy-listeningmuziek uitzond, hoopte luisteraars af te snoepen van Radio 390, wat niet lukte. Het station was van 22 februari tot 15 maart 1967 uit de lucht omdat de zendmast het in een vliegende storm had begeven en kwam terug als Radio 355. In het vooruitzicht van de Britse anti-piratenwetgeving, die op 15 augustus 1967 van kracht zou worden, werden de uitzendingen gestaakt op 6 augustus 1967.

## jingles
- Pirate Radio Jingles From The Sixties (cd, JUMBO TJLCD001, 1992).
- British Invasion II: 8. Britain Radio Smart Set (cd, Ken R. R-04, ca. 2002).